# Begraafplaats Binnenweg
De begraafplaats Binnenweg is een algemene begraafplaats in Zoetermeer. De begraafplaats is gelegen aan de Binnenweg in Zoetermeer en heeft een oppervlakte van ongeveer 2 hectare. Tot 1956 heeft de gemeente Zoetermeer gebruikgemaakt van de begraafplaats bij de Nederlands Hervormde Kerk. Doordat deze begraafplaats te klein werd en niet uitgebreid kon worden, werd het kerkbestuur verzocht uit te kijken naar een nieuwe locatie. Op een gegeven moment heeft de gemeente echter besloten zelf een algemene begraafplaats te ontwerpen en op te richten: de begraafplaats Binnenweg. Deze begraafplaats werd in 1956 in gebruik genomen.

## Geschiedenis
De gemeente Zoetermeer heeft rond 1956 een perceel ter grootte van twee hectare aangekocht waarop de begraafplaats Binnenweg werd geopend. De begraafplaats is ontworpen met verschillende klassen graven; er waren eerste, tweede en derde klasse graven. Waarbij zowel algemene als eigen graven aangeboden werden.

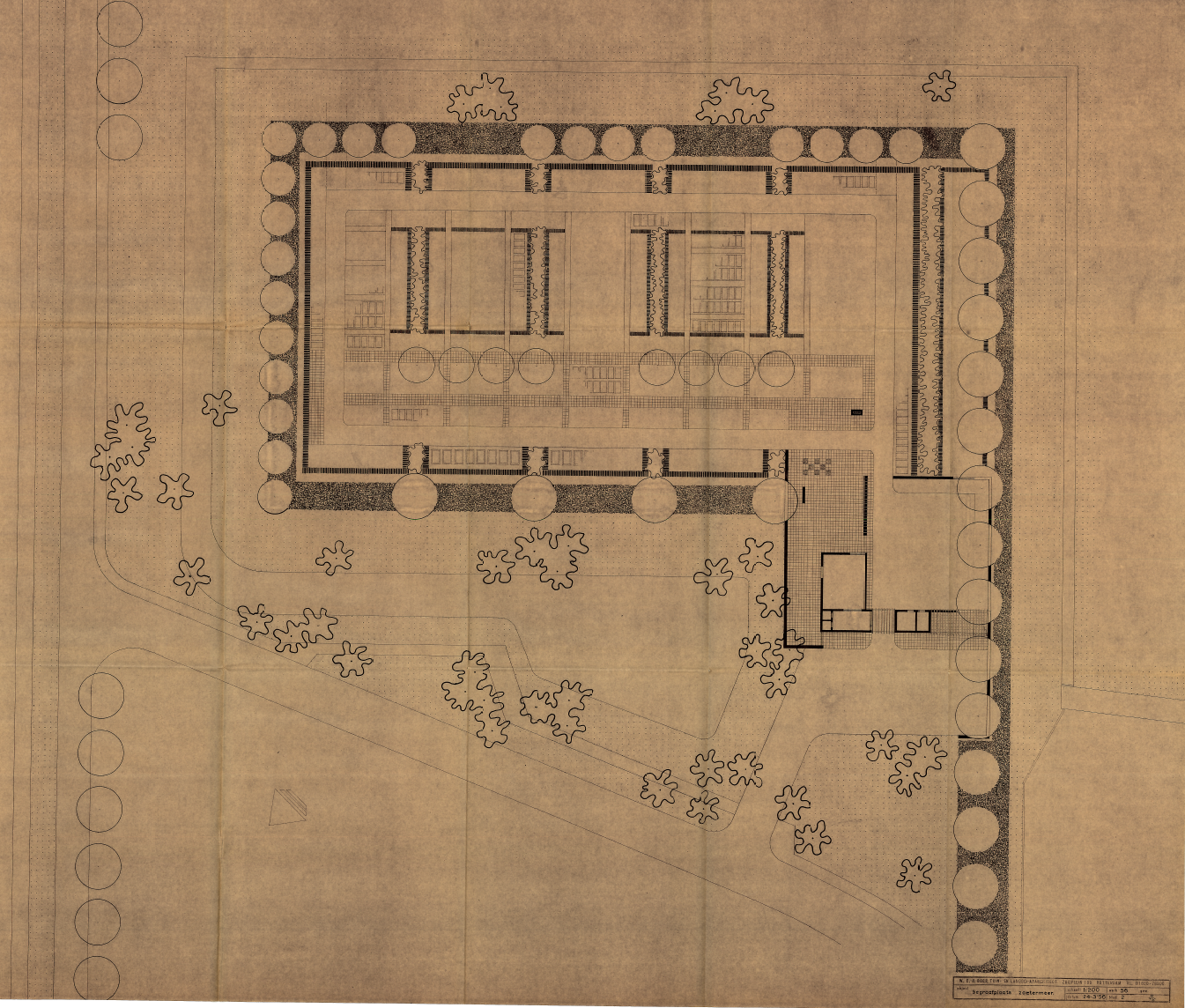
Inrichtingsontwerp van de begraafplaats Binnenweg
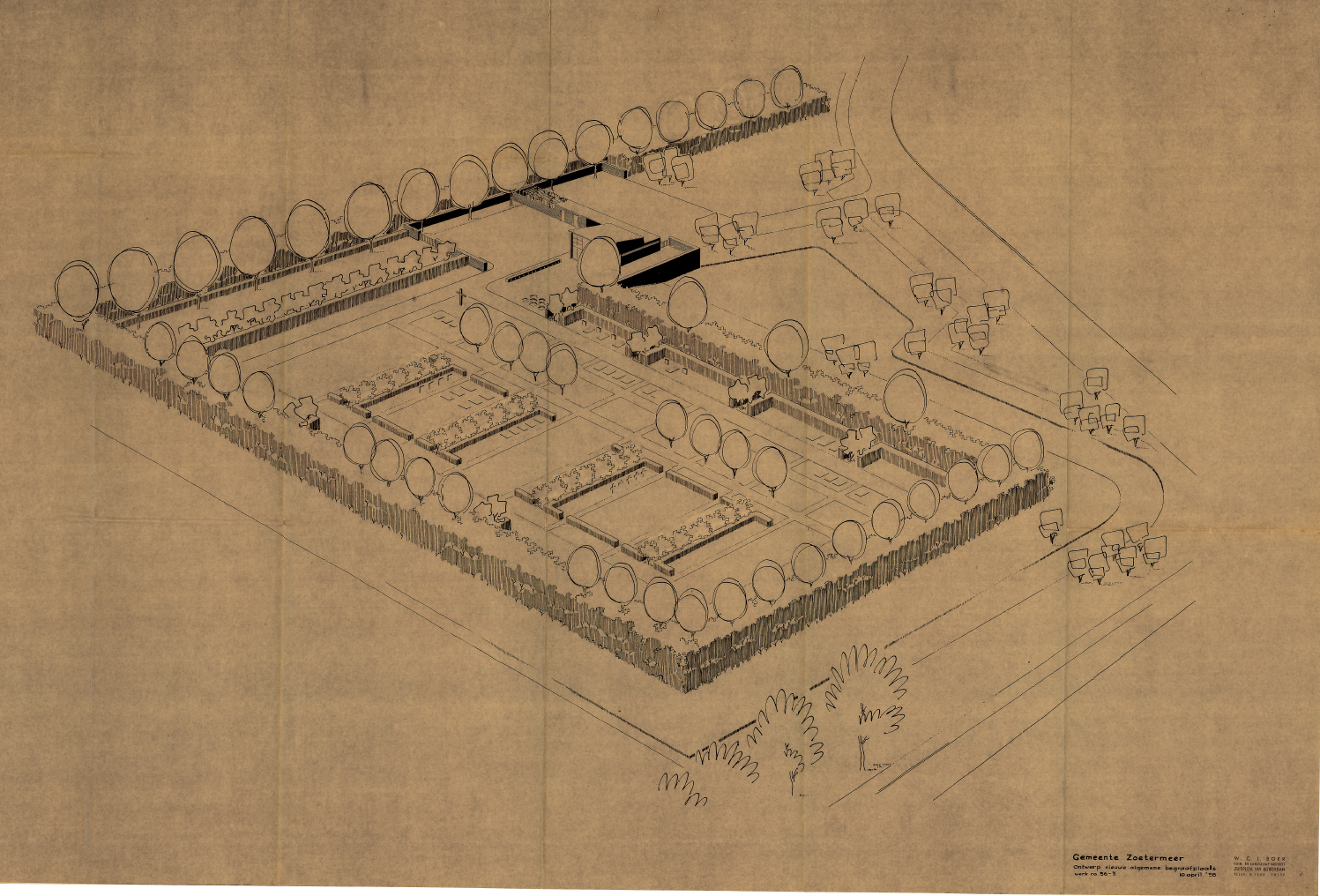
Vogelvlucht van de begraafplaats Hoflaan

### Niet gerealiseerd
Ten tijde van de aanleg van de begraafplaats Binnenweg was er al sprake van bezuinigingen. In de diverse ontwerpen is een aula opgenomen, geen van deze aula's is daadwerkelijk gerealiseerd. Wat ook opvallend is, is dat toen besloten is gebruik te maken van het ontwerp van ir. W. Wissing voor de gebouwen en van W.C.J. Boer voor de begraafplaats.
In 1966 was sprake van een uitbreiding van de begraafplaats Binnenweg. Rond 1974 is ervoor gekozen om deze begraafplaats niet uit te breiden, maar een nieuwe begraafplaats aan te leggen in recreatiegebied noord-west: Begraafplaats Hoflaan.

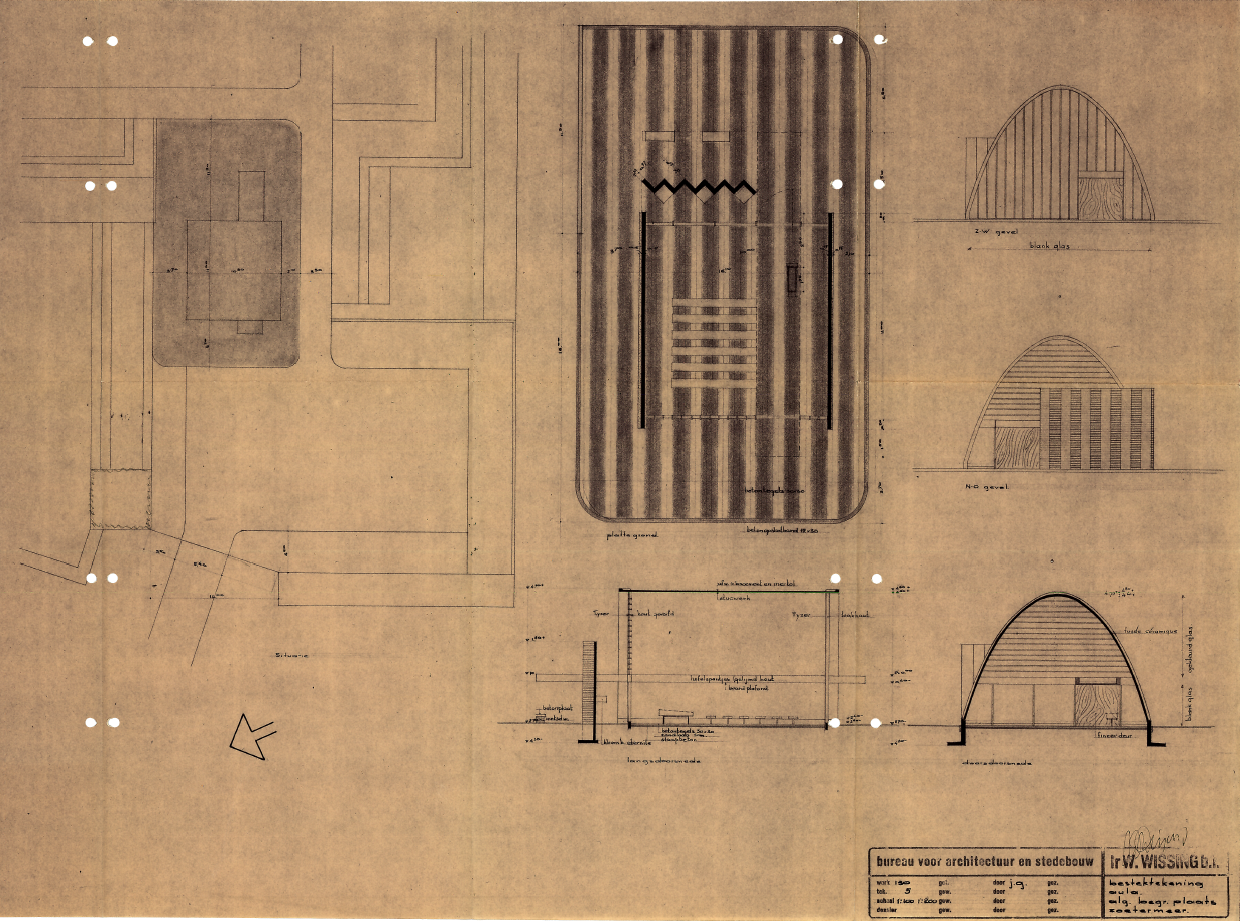
Niet gerealiseerde aula op de begraafplaats Binnenweg
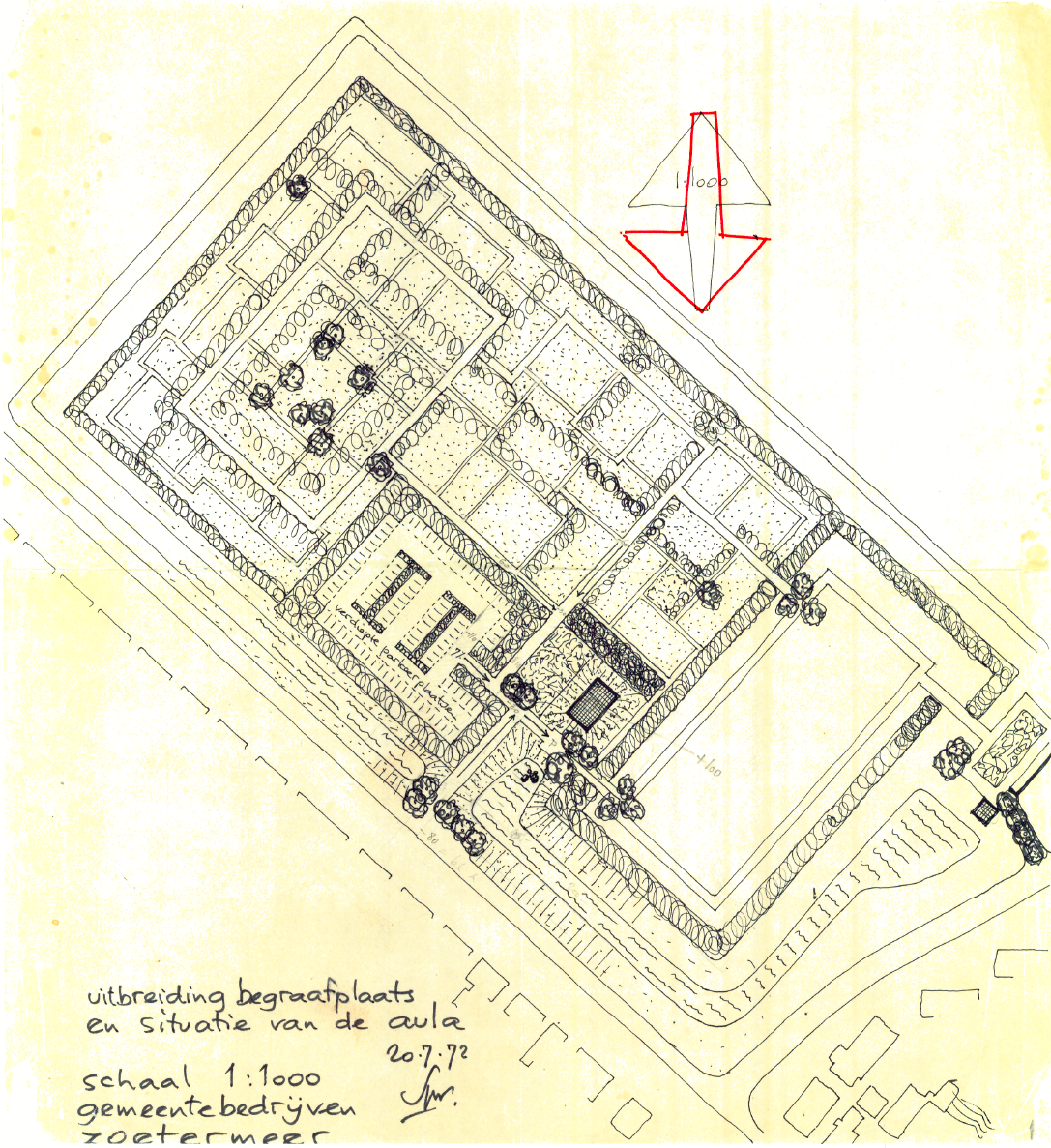
Schetsontwerp van de niet gerealiseerde uitbreiding van de begraafplaats Binnenweg

## Begraafmogelijkheden
In het ontwerp van de begraafplaats Binnenweg is rekening gehouden met begraafmogelijkheden voor algemene en eigen graven. Anno 2016 worden alleen nog eigen graven aangeboden voor een periode van 30 jaar.

### Sfeerbeelden

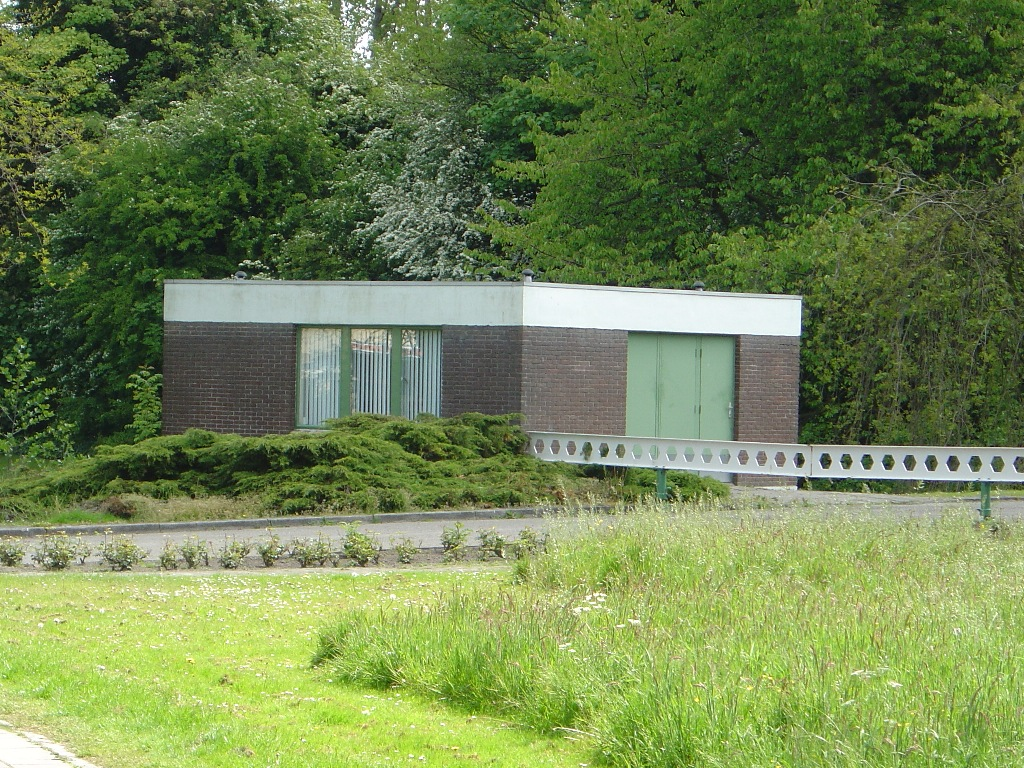
Aula begraafplaats Binnenweg (niet meer in gebruik)
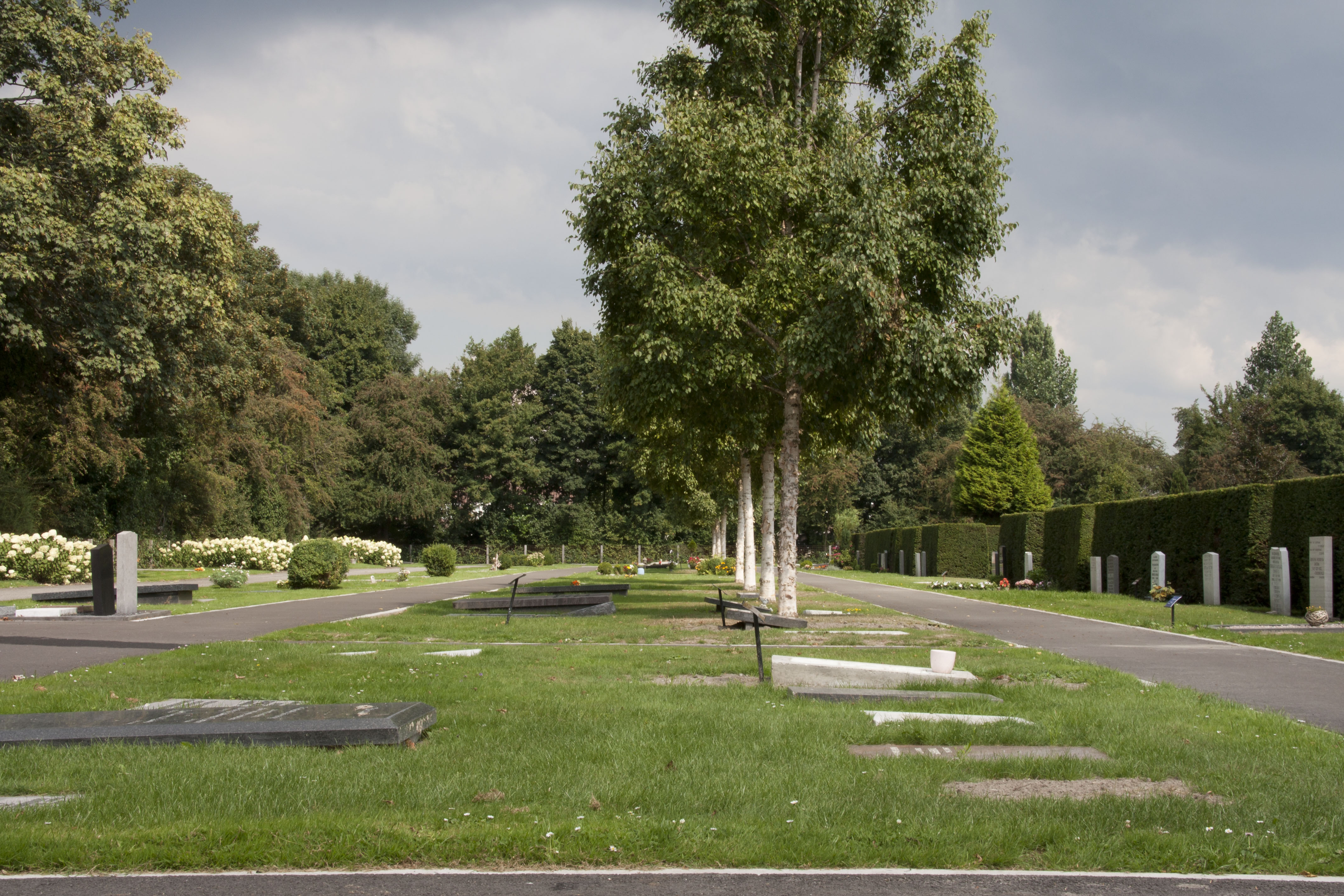
Sfeerbeeld
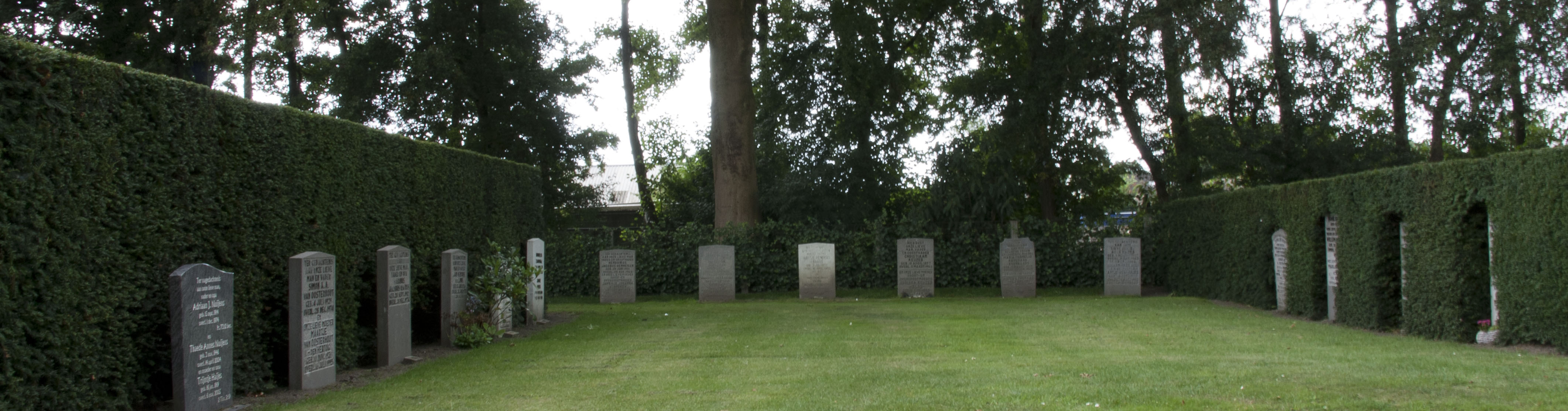
Sfeerbeeld